# Круша (планина)
Вижте пояснителната страница за други значения на Круша.
Круша (на гръцки: Δύσωρο, Дисоро, старо и по-често употребявано Κρούσσια όρη, Крусия ори) е ниска планина в Гърция, в областта Егейска Македония. Това е най-северозападният масив от планинската верига Круша.

## Описание
Планината е разположена в централната част на Егейска Македония и по нея минава границата между дем Кукуш на запад и дем Синтика на североизток, между Бутковското езеро на изток и Дойранското езеро на запад. От Карадаг (Мавровуни), която понякога е смятана за част от Круша, е отделена от хребета Диасело (560 m). На север седловината Дова тепе (306 m) я отделя от планината Беласица. В края на XIX век в горите на Круша планина се правели въглища за продан в Сяр. По това време фауната не е била много богата – от дивеча се срещали зайци, вълци и лисици.
Скалите на планината са гнайси и амфиболити.
Официалното име Дисоро е нововъзродено антично име, употребено от Херодот. Не е ясно дали съвпада с Круша.
Круша е част от мрежата от защитени зони по Натура 2000 (1260001 и 1260008) и е определена като орнитологично важно място (021). Бутковското езеро е влажна зона с международно значение и е записано в Рамсарската конвенция в 1974 година, а езерото с околността в 2003 година е обявено за национален парк. То също е включено в Натура 2000 (1260001 и 1260008) и е определено като орнитологично важно място (020).
Изкачването на върха може да стане от пътя (600 m) от Кукуш (Килкис) на север към Шемница (Кендрико, 360 m) и Гара Порой (Родополи, 100 m).
| Име       | Име                           | Височина      | Местоположение |
| --------- | ----------------------------- | ------------- | -------------- |
| Круша     | Δύσσωρο                       | 860 m         |                |
|           | Αλεπόρραχη                    | 671 m         |                |
|           | Άσπρη Πέτρα                   | 720 m         |                |
|           | Βράχος, Καγιάδες              | 579 m         |                |
|           | Γελαστή                       | 622 m         |                |
|           | Λυκορράχη                     | 660 m - 500 m |                |
| Карадаг   | Μαυροβούνι, Καρά Νταγ         | 762 m         |                |
|           | Μαυροβούνι                    | 680 m         |                |
| Кара тепе | Μαυροκορυφή, Καράν Τεπέ/Λόφος | 782 m         |                |
|           | Μεγάλη Ράχη                   | 522 m         |                |
|           | Μεσορράχη                     | 733 m         |                |
|           | Πανόραμα                      | 684 m         |                |
|           | Πανόραμα                      | 635 m         |                |
|           | Προφήτης Ηλίας                | 776 m         |                |
| Ресели    | Πύργος, Ρεσελή                | 767 m         |                |
| Сусамник  | Σησαμιά, Σουσαμνίκ            | 781 m         | ЮЗ от Бутково  |
|           | Τρίκορφα                      | 786 m - 700 m |                |
|           | Φωλεά                         | 818 m         |                |
|           | Χελώνα                        | 580 m         |                |
|           | Ψωροκέφαλο                    | 760 m         |                |